# Statuaire de Léopold II
 (janvier 2023).

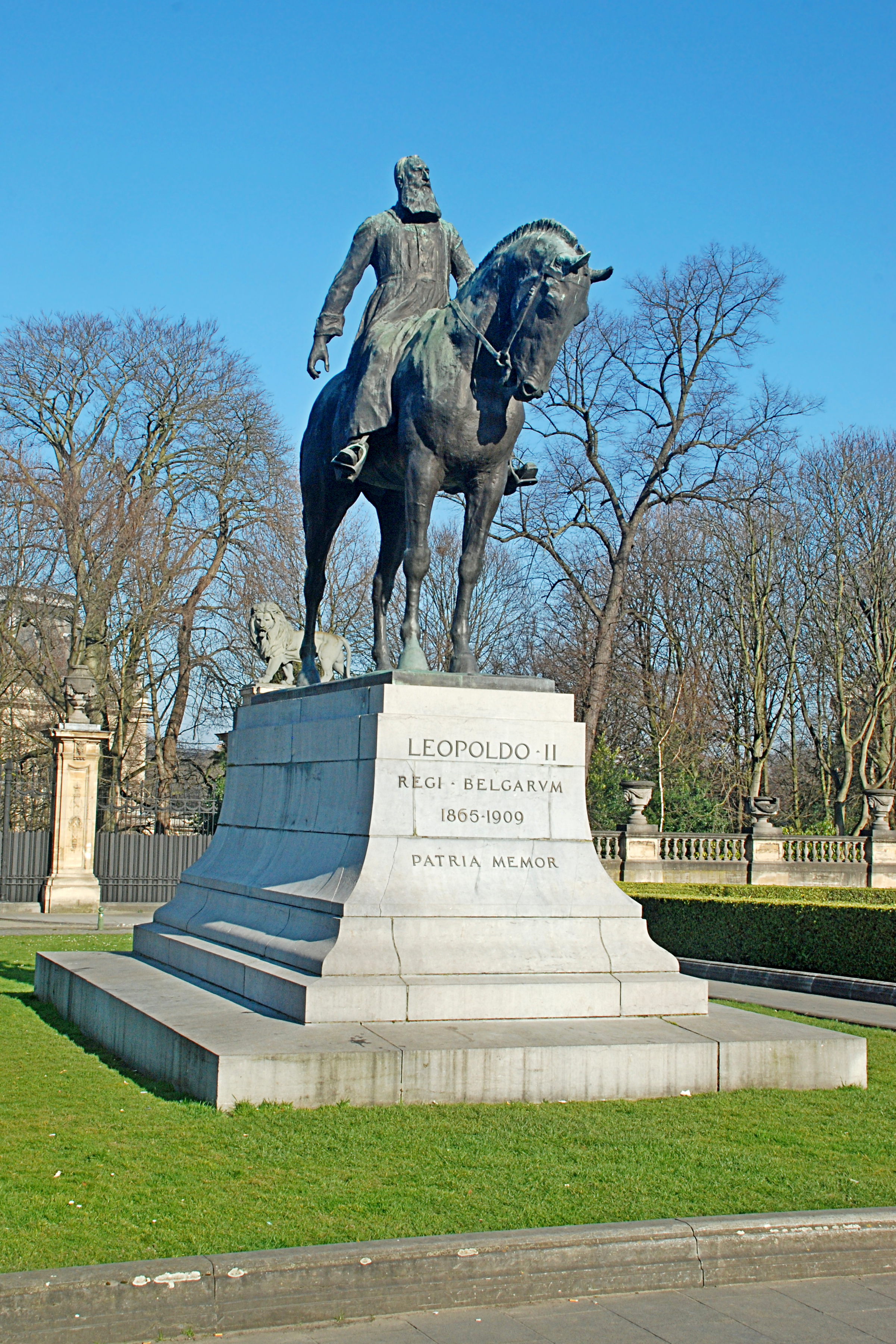
Monument à Léopold II à Bruxelles

La statuaire de Léopold II de Belgique répertorie les bustes, statues, monuments et plaques commémoratives érigés en hommage au deuxième roi des Belges (1865 à 1909), propriétaire et souverain absolu de l'État indépendant du Congo de 1885 à 1908.

## Statues en Belgique
Un certain nombre de bustes, statues, monuments et plaques commémoratives dédiées à Léopold II (9 avril 1835 - 17 décembre 1909) ont été produits ou érigés dans tout le pays. Selon le professeur d'histoire coloniale Idesbald Goddeeris de la KU Leuven (2018), la plupart des statues datent de l'entre-deux-guerres, l'apogée de la propagande coloniale-patriotique. Les monuments étaient censés aider à dissiper l'atmosphère de scandale après que l'agitation internationale a éclaté au sujet des atrocités commises dans l'État indépendant du Congo et à réconcilier la population avec l'entreprise coloniale au Congo belge.
En raison notamment de sa politique controversée au Congo, des propositions ont été faites à plusieurs reprises pour retirer les statues de l'espace public ou pour les déplacer. Jusqu'en 2020, de telles propositions n'ont pas abouti. Lors des manifestations internationales qui ont suivi la mort de George Floyd, plusieurs statues de Léopold II ont été vandalisées, tandis que plusieurs pétitions signées par des dizaines de milliers de personnes réclamaient que certaines ou toutes les statues soient supprimées,,,. Cela a donné lieu à de nombreuses discussions entre partisans et opposants. De nombreux partisans estiment que la famille royale et le gouvernement belge ont des excuses à présenter au peuple congolais (nl). Les opposants estiment que vandaliser et enlever des statues n'est pas une solution structurelle pour lutter contre le racisme actuel. Il y a aussi un plaidoyer pour que les statues indiquent clairement ce qui s'est passé dans le passé, ce qui n'est souvent pas le cas ou seulement très peu. En juin 2020, la ville de Gand a finalement décidé de retirer la statue de Léopold II du Zuidpark. Une éventuelle nouvelle destination n'a pas encore été décidée. Début juin 2020, le Parlement de la région de Bruxelles-Capitale a constitué un groupe de travail pour étudier la décolonisation de l'espace public, ce groupe a remis son rapport en février 2022.

### Région de Bruxelles-capitale
| En Région de Bruxelles-capitale | En Région de Bruxelles-capitale                                                                                              | En Région de Bruxelles-capitale                           | En Région de Bruxelles-capitale                                     | En Région de Bruxelles-capitale | En Région de Bruxelles-capitale |
| Photo                           | Description | Créateur                                                  | Localisation                                                        | Création ou inauguration        | Notes |
| ------------------------------- | --- | --------------------------------------------------------- | ------------------------------------------------------------------- | ------------------------------- | --- |
|                                 | Article détaillé : Statue équestre de Léopold II (Bruxelles) .                                                               | créée par Thomas Vinçotte, finalisée par François Malfait | place du Trône (nl) à Bruxelles                                     | 1926                            | Cette statue a été vandalisée à plusieurs reprises, notamment avec de la peinture rouge par Théophile de Giraud en 2008,, encore avec de la peinture rouge en 2018, avec de la peinture blanche en novembre 2019, et encore en juin 2020. Début juin 2020, un adolescent de 14 ans, a lancé une pétition demandant le retrait de cette statue, qui a reçu plus de 45 000 signatures en quelques jours. Le caractère arrogant et dominateur de la statue est souligné dans le rapport du groupe de travail sur la décolonisation de l'espace public, qui préconise qu'à terme elle soit retirée de l'espace public. |
|                                 | Statue en pied, sur un socle portant l'inscription « Il créa ce jardin et en fit donation pour notre repos et notre joie ».  | René Cliquet                                              | Jardin du Roi à Ixelles                                             | 1969                            | En juin 2020, la statue a été taguée pour la première fois et la revendication « Abolissons tous les monuments racistes » a été écrite en anglais sur le piédestal, par contre son nez cassé ne résulte pas d'un acte de vandalisme, mais de l'usure du temps. |
|                                 | Monument surmonté d'un buste de Léopold II sur une colonne, entouré d'autres œuvres d'art en pierre avec une plaque bilingue | Thomas Vinçotte                                           | square du Souverain à Auderghem                                     | 1930                            | Le buste a été vandalisé et jeté de son socle, puis enlevé par la municipalité pour restauration le 12 juin 2020. Le maire Didier Gosuin a condamné l'action, estimant qu'une « recontextualisation du patrimoine colonial » était une bonne chose en soi, mais que cela devrait être fait démocratiquement en consultation avec d'autres. Quelques jours plus tôt, la municipalité avait déjà retiré la légende de la plaque remerciant ceux qui ont « apporté la civilisation au Congo ». |
|                                 | Statue équestre | Thomas Vinçotte                                           | Musée royal de l'Armée et de l'Histoire militaire                   |                                 | |
|                                 | Petite statue équestre entourée d'autres statuettes de soldats, toutes présentées sur le même présentoir en bois.            |                                                           | Musée royal de l'Armée et de l'Histoire militaire                   |                                 | |
|                                 | Article détaillé : Monument aux pionniers belges au Congo .                                                                  | Thomas Vinçotte                                           | Parc du Cinquantenaire à Bruxelles                                  | 1921                            | Ce monument en pierre honore les « pionniers » (soldats) belges qui ont apporté la « civilisation » au Congo, notamment à travers la guerre belgo-arabe (1892-1894) qui voulaient conquérir l'est du Congo actuel et y mettre fin à la traite arabe des esclaves. Le monument ne représente pas Léopold II lui-même, mais affiche une citation bilingue qui justifie le projet colonial : « J'ai entrepris les travaux du Congo pour le bien de la civilisation et pour le bien de la Belgique ». Léopold II 3 juin 1906.                                                                                          |
|                                 | Buste en bronze sur piédestal de pierre bleue, avec une inscription bilingue : « Léopold II Bienfaiteur des Parcs Publics »  | Thomas Vinçotte                                           | Parc Duden à Forest                                                 | 1957                            | Probablement commandé par le roi Albert Ier, mais dévoilé seulement le 11 mai 1957 au parc Duden (Forest). Vandalisé à plusieurs reprises depuis 2017, remplacé par une version en graines pour nourrir les oiseaux, retrouvé dans les buissons, remplacé par un buste de Nelson Mandela, le buste a été mis de côté en 2018. |
|                                 | Buste en bronze sur un socle en bois                                                                                         | Jef Lambeaux                                              | Serres royales de Laeken                                            |                                 | |
|                                 | Sculpture en bronze avec un buste en médaillon tenu par des putti                                                            | Guillaume De Groot                                        | place du Musée à Bruxelles                                          | 1880                            | |
|                                 | Buste en plâtre de Léopold, duc de Brabant, futur roi Léopold II (1835-1909)                                                 | Aimable Dutrieux (1816-1886)                              | Musées royaux des Beaux-Arts de Belgique à Bruxelles                | 1853                            | |
|                                 | Buste en marbre de Léopold, duc de Brabant, futur roi Léopold II (1835-1909)                                                 | Aimable Dutrieux (1816-1886)                              | Musées royaux des Beaux-Arts de Belgique à Bruxelles                | 1854                            | |
|                                 | Buste en bronze de S.M. Léopold II                                                                                           | Aimable Dutrieux (1816-1886)                              | Schaarbeek                                                          | 1873                            | |
|                                 | Plâtre original du buste du roi Léopold II                                                                                   | Thomas Vinçotte                                           | Musée de la ville de Bruxelles, Maison du Roi (réserves), Bruxelles | ca. 1900                        | Des versions en marbre sont conservées au Palais de Justice, à l'Hôtel de Ville et au Musée des Beaux-Arts. |

### Région flamande
| En Région flamande | En Région flamande | En Région flamande                  | En Région flamande                                                                                                   | En Région flamande       | En Région flamande |
| Photo              | Description | Créateur                            | Localisation | Création ou inauguration | Notes |
| ------------------ | --- | ----------------------------------- | --- | ------------------------ | --- |
|                    | Monument à Léopold II – Allégorie de la Belgique                                                                                        | Antoine Courtens et Alfred Courtens | Promenade Roi Baudouin, lieu-dit Drie Gapers à Ostende                                                               | 1931                     | En 2004, le groupe d'action De Stoete Ostendenoare a scié symboliquement une main en bronze de l'un des esclaves congolais agenouillés qui, dans le cadre du groupe de statues Merci aux Congolais, a rendu hommage à Léopold II dans la statue. C'était une référence à la manière dont sous la domination coloniale de Léopold, les mains des esclaves congolais étaient coupées s'ils produisaient trop peu de caoutchouc. Le groupe militant a voulu rendre la main à condition d'une légende historiquement corrigée. La statue a de nouveau été vandalisée en juin 2020. |
|                    | Buste en bronze | Thomas Vinçotte                     | Prinses Clementinaplein à Ostende                                                                                    | 1986                     | Installé à l'origine dans le Casino-Kursaal d'Ostende, le buste a été mis à l'abri au musée historique De Plate (nl) durant la Seconde Guerre mondiale et replacé dans le jardin Princesse Clémentine en février 1986. Il a été enduit de peinture rouge en novembre 2008 par le groupe d'action De Stoete Ostenenoare et en 2017, il y a eu une tentative de couper le nez de Léopold II. Le buste a été volé en juillet 2021 par le même groupe d'action. |
|                    | Buste |                                     | parc Roi Albert (nl), Gustaaf Callierlaan à Gand                                                                     | 1928                     | Ce buste a été vandalisé en octobre et novembre 2018 et en juillet 2019, tandis que des militants ont exigé que la statue et toutes les références à Léopold II dans les noms de rues, par exemple, soient supprimées en raison de son règne au Congo. Au départ, la ville n'a placé qu'un panneau près de la statue : « Le conseil municipal regrette les nombreuses victimes congolaises décédées à l'époque de l'État libre ». Le buste a de nouveau été enduit de peinture rouge le 12 juin 2020 et finalement la ville de Gand a décidé le 18 juin 2020 de faire enlever la statue le 30 juin, jour du 60e anniversaire de l'indépendance congolaise,, ce qu'elle a fait. Après quelques discours, le buste a été cérémonieusement retiré sous les applaudissements. Le bourgmestre Mathias De Clercq : « Cela n'efface pas l'histoire ni les problèmes de fond, il y a encore beaucoup de travail à faire. Mais en tant que ville, c'est une première étape importante pour arrêter la glorification et pour que de nombreux concitoyens et compatriotes continuent sobrement ». Le buste peut être déplacé au Musée de la ville de Gand (STAM). |
|                    | Monument avec un buste de bronze de Léopold II sur une stèle et les noms de soldats limbourgeois morts dans l'État indépendant du Congo |                                     | Kolonel Dusartplein (nl) d'Hasselt                                                                                   | 1984                     | L'inscription du monument dit : « Hommage à SM le Roi Léopold II et à TOUS ses collaborateurs limbourgeois ». Le monument a été couvert de peinture rouge en juin 2020. En 2018, le conseil municipal avait déjà placé un panneau d'information sur le contexte historique. Le bourgmestre Steven Vandeput a fait valoir que la situation actuelle était plus éducative que de supprimer complètement le monument. |
|                    | Portrait en bas-relief |                                     | parc municipal de Saint-Trond                                                                                        | 1954                     | Le mémorial est érigé par la ville de Saint-Trond en hommage à ses fils, pionniers coloniaux, morts pour l'État indépendant du Congo. En juin 2020, des larmes rouges en papier ont été attachées au portrait. La ville a déclaré qu'elle ne supprimerait pas le mémorial mais ajouterait un panneau d'information pour le contexte et l'interprétation. |
|                    | Statue de grès en pied (nl) | Joseph Ducaju                       | Place d'Ekeren, puis Parvis de l'Église Saint-Lambert (nl) à Ekeren                                                  | 1873                     | La statue a été barbouillée à plusieurs reprises en juin 2020, puis incendiée et finalement enlevée par la ville le 9 juin 2020. |
|                    | Buste en bronze sur un socle en pierre bleue                                                                                            | Arthur Dupagne                      | parc Albert, rue du Parc à Hal                                                                                       | 1953                     | Un panneau d'information a été ajouté en 2009. Le buste a d'abord été aspergé de graffitis le 7 juin, puis jeté de son piédestal dans la nuit du 13 au 14 juin 202. Le conseil municipal l'a restauré et l'a remis le 3 juillet 2020 son place avec un panneau d'information supplémentaire : « Halle ne succombe pas au vandalisme ». Il a en outre expliqué que le 23 juin, le conseil municipal a voté pour tenir de nouvelles discussions sur ce qu'il faut faire de la statue « et d'autres symboles qui rappellent les pratiques discriminatoires de notre passé colonial » avec « toutes les associations et parties prenantes concernées de notre ville ». Tant que ces pourparlers ne seront pas terminés et qu'aucune position définitive n'aura été prise, la destruction sera réparée. |
|                    | Statue sur l'hôtel de ville de Louvain                                                                                                  |                                     | | 1895 ~1913               | L'une des nombreuses statues décoratives de l'hôtel de ville de Louvain représente Léopold II, sur la tour sud-ouest vers la Naamsestraat. Le conseil municipal a décidé de retirer la statue fin juin 2020 dans le cadre d'une trajectoire plus large de décolonisation. |
|                    | Buste |                                     | Réserves de la bibliothèque universitaire de la KU Leuven                                                            |                          | Le 10 juin 2020, le buste a été retiré de la bibliothèque universitaire. Le recteur Luc Sels a déclaré : « [Le buste] n'est pas destiné à interpréter ou à illustrer des faits historiques. Il n'est (pour le moment) accompagné d'aucune explication ou information. Il peut donc être censé faire ce que font habituellement les bustes : honorer une personnalité historique. (…) Je suis d'accord avec beaucoup que Léopold II, bien qu'important pour notre pays d'un point de vue historique, n'est pas le genre de personnalité à qui nous, en tant que communauté de la KU Leuven, voulons attribuer à une telle place. » |
|                    | Buste | Thomas Vinçotte                     | aux abords de l'AfricaMuseum à Tervuren                                                                              |                          | |
|                    | Buste |                                     | AfricaMuseum, à Tervuren                                                                                             |                          | Le Buste est dans une vitrine du pavillon « Richdommen : Un paradoxe » de l'exposition permanente renouvelée. |
|                    | Buste en bronze dans l'œuvre The Congo, I presume                                                                                       | Tom Frantzen                        | Parc de Tervueren | 1997                     | Fin juin 2020, le buste de Léopold II a été vandalisé. Le bourgmestre Jan Spooren s'étonne car, selon lui, il s'agit « néanmoins d'une œuvre d'art anticoloniale ». Le conseil municipal devrait proposer une solution début juillet 2020. |
|                    | Buste en pierre |                                     | à l'entrée de l'ancien restaurant « Les 4 Rois », sur la Lanestraat, dans le village de Tombeek (commune d'Overijse) | ?                        | . |

### Région wallonne
| En Région wallonne | En Région wallonne                                                                                    | En Région wallonne      | En Région wallonne | En Région wallonne       | En Région wallonne |
| Photo              | Description                                                                                           | Créateur                | Localisation | Création ou inauguration | Notes |
| ------------------ | --- | ----------------------- | --- | ------------------------ | --- |
|                    | Buste en bronze                                                                                       | Thomas Vinçotte         | Parc d'Enghien | 1926                     | La statue est volée en juillet 2021. |
|                    | Monument avec une statue en pied                                                                      |                         | à l'intersection de l'avenue de Luxembourg et de l'avenue de Longwy à Arlon                                            | 1951                     | Ce monument contient une citation de Léopold II : « J'ai entrepris les travaux au Congo pour le bien de la civilisation et au profit de la Belgique ». En juin 2020, une pétition signée par plus de 900 personnes demandait que la statue et le texte soient retirés, peut-être déplacés dans un musée, ou bien organisent un référendum pour déterminer le sort du monument. Le maire Vincent Magnus (cdH) a déclaré qu'aucune décision n'avait encore été prise : « Nous avons besoin de temps pour réfléchir, pour écouter les citoyens et les historiens. |
|                    | Statue en pied                                                                                        |                         | à côté de l'église Sainte-Élisabeth, à l'intersection de la rue des Fossés et de la rue Boulengé de la Hainière à Mons | 1957                     | |
|                    | Buste                                                                                                 |                         | Réserves de l'université de Mons                                                                                       |                          | Le buste se trouvait à l'origine dans le hall des arrivées de la Faculté Warocqué d'économie et de gestion de l'Université de Mons (UMons) sur la place Warocqué, mais en raison de la controverse, il a été déplacé vers un endroit moins en vue près de la salle académique au début des années 2000. Queluques jours après le lancement d'une pétition pour retirer le buste, signée des milliers de fois, le 9 juin 2020, le buste a été enlevé et stocké par l'université,.                                                                               |
|                    | Statue en pied                                                                                        |                         | Place Wiertz à Namur                                                                                                   | 1928                     | Cette statue a été vandalisée à plusieurs reprises, la dernière en 2017. Le bourgmestre Maxime Prévot : « Le conseil municipal fait le choix de préserver ce patrimoine, aussi douloureux soit-il. Cela ne veut pas dire que nous approuvons le passé colonial, mais l'iconoclasme ne me semble pas être la bonne réponse au problème. Nous devons lutter activement contre la discrimination et le racisme. » |
|                    | Buste à Rixensart                                                                                     |                         | avenue des Érables à Genval (commune de Rixensart)                                                                     | ?                        | |
|                    | Portraits des trois premiers rois des Belges surmontant le Monument aux Fusillés, Soldats et Déportés | Angelo Hecq (1901-1991) | Place du Chapitre à Andenne                                                                                            | 1930                     | |
|                    | Bas-relief en bronze avec les portraits des cinq premiers rois des Belges, sur une stèle en pierre,   | signé « Di P…...ko »    | chaussée de Napoléon à Huy                                                                                             |                          | |

## Statues en République démocratique du Congo

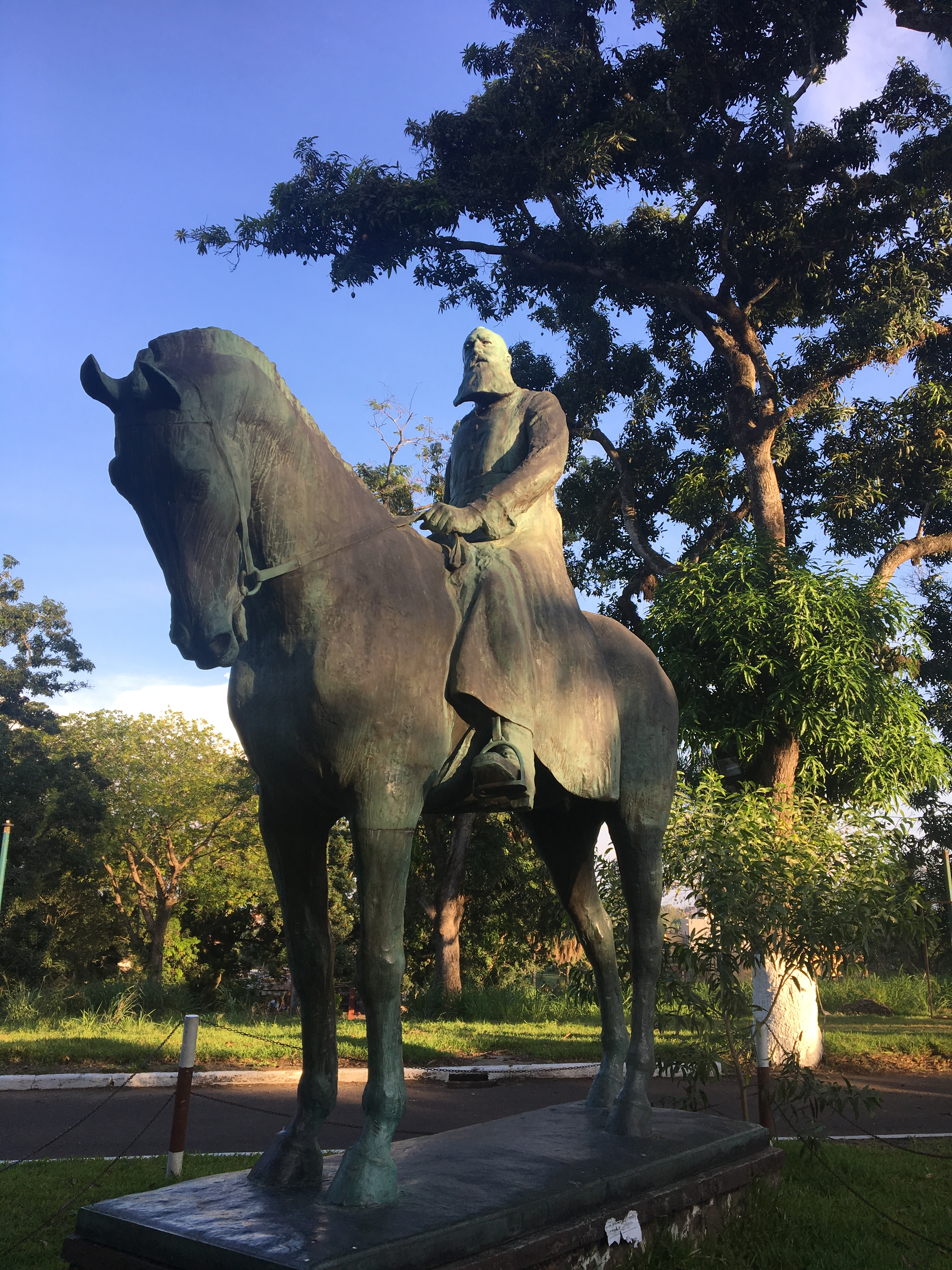
Statue à Kinshasa (2018)

Une statue de Léopold II, inaugurée en 1928 par Albert Ier, était installée à Kinshasa (nommée Léopoldville en son honneur jusqu'en 1966) devant le palais de la Nation, actuel bâtiment de la présidence.
Le monument a été déboulonné en 1967 sur ordre du président du Zaïre Mobutu Sese Seko, au plus fort de sa politique du « retour à l'authenticité » africaine. Oubliée pendant près de 40 ans, le ministre congolais de la Culture Christophe Muzungu décide en 2005 de remettre en place la statue, arguant qu'il ne fallait pas oublier l'histoire coloniale « pour que cela ne se reproduise plus ». Installée près de la gare principale de Kinshasa, elle a été retirée moins de 24 heures après.
La statue a finalement rejoint les hauteurs du parc du musée national de Kinshasa. Réhabilité en 2010 avec l'aide de la Mission des Nations unies au Congo (Monusco), elle est accompagnée de la statue d'Albert Ier, son successeur, de celle d'Henry Morton Stanley, fondateur de Léopoldville, ainsi que d'une sculpture à la mémoire des soldats congolais de l'armée coloniale. Selon l'historien Isidore Ndaywel, « L'idée était de faire un musée en plein air ».

## Statues en France
Il existe deux statues de Léopold II en France, toutes deux à Saint-Jean-Cap-Ferrat, un village de pêcheurs méditerranéen du département des Alpes-Maritimes (région Provence-Alpes-Côte d'Azur) dans le sud-est de la France. Léopold II avait acquis un nombre considérable de biens immobiliers au Cap Ferrat depuis 1896.

La plus ancienne statue est un médaillon en bronze de Léopold II incrusté dans un pilier de pierre, érigé en 1911. Il contient le texte : 
A

LA MEMOIRE

DU ROI DES BELGES

LEOPOLD II

HOTE DU CAP FERRAT

QUELQUES AMIS

DE LA COTE D AZUR

1911
La statue la plus récente est un buste en bronze, posé sur un pilier de pierre, réalisé par Victor Demanet et érigé le 7 février 1951. Le pilier contient le texte :
AU ROI

LEOPOLD II

LES VETERANS

DE L'ETAT

INDEPENDANT

DU CONGO

DON

A LA FRANCE
L'Association des Anciens Combattants de l'État Indépendant du Congo, fondée le 25 octobre 1928, a fait don de ce monument à la France en 1951 à Léopold II pour leur service militaire dans l'État indépendant du Congo.